# Kurt Landau
Kurt Landau, né le 29 janvier 1903 à Vienne (Autriche) et disparu en septembre 1937à Barcelone (Espagne), est un militant marxiste autrichien.

## Biographie
Issu d'une famille juive viennoise plutôt aisée, Kurt Landau adhère très jeune, à 17 ans, au Parti communiste d'Autriche (KPÖ), créé depuis peu. Rapidement, il devient responsable de la section du district de Währing. En 1923, il soutient dans les débats internes du parti communiste les positions d'Amadeo Bordiga, et découvre l'année suivante, par le biais de Victor Serge, de passage à Vienne, la réalité des luttes internes au sein du Parti communiste de l'Union soviétique.
Responsable à partir de 1924, de l'agitprop du Parti communiste d'Autriche, il est aussi responsable de la rubrique culturelle de son journal, Die rote Fahne (Le Drapeau rouge).
Rejoignant en 1926 l'opposition interne au parti, animée par Josef Frey et Karl Tomann, il les suit en 1927 dans la création d'une tendance oppositionnelle structurée, appelée KPÖ-O (Parti communiste d'Autriche – Opposition), mais cette opposition n'est guère homogène, et Landau et quelques proches finissent par en être exclus en avril 1928.
Il fonde alors un petit parti, la Gauche communiste d'opposition-marxiste-léniniste (Kommunistische Opposition-Marxistisch-Leninistische Linke, KOMLL), dont l'influence ne dépasse pas la ville de Graz, et il entre en contact avec Léon Trotski, qui l'incite à quitter Vienne pour Berlin et finance son déménagement et son activité.
En mars 1933, peu après l'arrivée de Hitler au pouvoir, il quitte l'Allemagne et s'installe à Paris. Il n'y reste que trois ans, lorsqu'il rejoint Barcelone. où il s'engage du côté du Parti ouvrier d'unification marxiste (POUM) dans la guerre contre les putschistes franquistes.
Enlevé le 23 septembre 1937 par des agents du NKVD (police politique de l'URSS) ou des militants staliniens, il ne fut jamais retrouvé. Il a probablement été tué à Barcelone et son corps brûlé.
Selon George Orwell, « Kurt Landau […] et sa femme […] furent arrêtés vers le 17 juin et immédiatement Landau "disparut". Cinq mois plus tard sa femme était toujours en prison, n'avait pas été jugée et n'avait aucune nouvelle de son mari. Elle annonça son intention de faire la grève de la faim ; le ministre de la Justice lui fit alors savoir que son mari était mort. Peu de temps après elle fut relâchée, mais pour être presque immédiatement ré-arrêtée et à nouveau jetée en prison. »

## Sources
- Dictionnaire biographique du mouvement ouvrier international, notice de Pierre Broué.
- Landau (1903-1937), sur le site La Bataille socialiste.